# لوریت حنینو
لوریت حنینو با نام اصلی Laurette Hnayno بازیگر سینما و تلویزیون لبنان است
وی از مادری روسی و پدری لبنانی متولد شده‌است  و به زبان‌های روسی، عربی، انگلیسی و فرانسوی آشناست اما نمی‌تواند فارسی صحبت کند. 
حنینو با فیلم «گام های شیدایی» در جشنواره فیلم فجر حضور یافت. 
او در حاشیه سی و یکمین جشنواره فیلم فجر در مصاحبه با خبرگزاری فارس اعلام کرده مسلمان است  و دوست دارد روزی حجاب را برگزیند. البته خبرگزاری فارس این موضوع را به دلیل درخواست بنیاد روایت از مصاحبه خود حذف کرد تا فیلم گام‌های شیدایی مانند فیلم فرشتگان قصاب دچار حاشیه نشود 
محمدرضا شریفی نیا دربارهٔ انتخاب حنینو گفته است: به دلیل حاشیه‌های «دارین حمزه» بازیگر فیلم «هتل بیروت» به انتخاب لوریت بسنده کردیم. 